# Фрайунг (Вена)
Фрайунг (нем. Freyung) — городская площадь треугольной формы, расположенная в районе Внутренний Город города Вена.

## История
Площадь появилась за пределами защитных стен римского лагеря Виндобона.
В XII веке ирландские монахи, прибывшие в Вену по приглашению Генриха II Австрийского построили на площади свой монастырь, который назвали «Шотландским», так как Ирландию в этой время называли Шотландией (лат. Scotia Major). Площадь возле монастыря стали называть «bei den Schotten» («у Шотландцев»). Из-за того, что монастырь имел привилегию самоуправления и не подчинялся герцогской власти, то всю прилегающую площадь стали называть Фрайунг, от немецкого слова «Frey», что означает «свободный». Фрайунг быстро стал важной рыночной площадью, где не только продавались товары, но и выступали уличные артисты.
Благодаря близости к Хофбургу, уже в XVII и XVIII веках здания вокруг площади и на соседней улице Херренгассе стали популярны в качестве резиденций для высшей аристократии Вены.
В период с 1844 по 1846 год скульптором Людвигом Шванталером в честь императора Фердинанда I Австрийского в центре площади был воздвигнут фонтан «Австрия».
В 1856 году здания между Фрайунгом и площадью Ам-Хоф были снесены. В конце XIX века на освободившуюся территорию обратили внимание банки и другие финансовые организации, которые и по сей день размещают здесь свои штаб-квартиры.
Во время реконструкции дворца Ферстеля в 1990-е годы была обнаружена оригинальная мостовая XIII века. Она была включена в современный тротуар.
На площади регулярно проводятся ярмарки, в том числе и рождественские, которые проводятся с 1772 года.

## Здания на площади
- Дворец Хардегг. Фрайунг, 1.
- Дворец Ферстеля, бывшее здание Национального банка Австрии. На верхнем этаже дворца до 1860 года размещалась биржа. В настоящее время помещения используются для проведения концертов. В здании также работает знаменитое венское кафе «Централь». Фрайунг, 2.
- Дворец Гаррахов. Фрайунг, 3.
- Дворец Кинских, бывший Дворец Дауна. Фрайунг, 4.
- Дворец Ламберг. Фрайунг, 5.
- Шотландский монастырь. Фрайунг, 6.
- Дворец Шенборн-Баттьяни. Реннгассе, 4.
- Дворец Виндиш-Грец. Реннгассе, 12.
- Дворец Порциа. Херренгассе, 23.

## Галерея

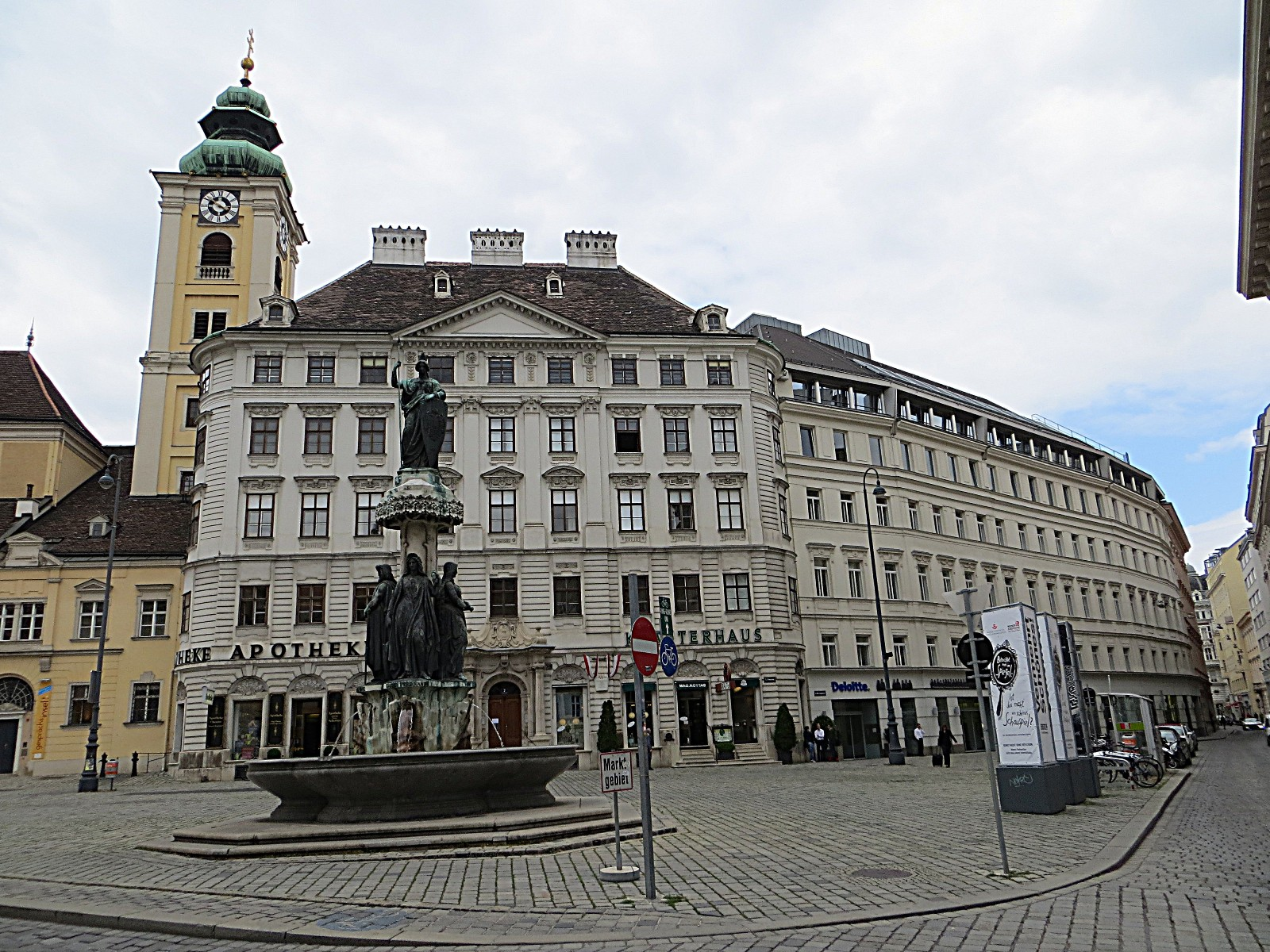
Вид на площадь
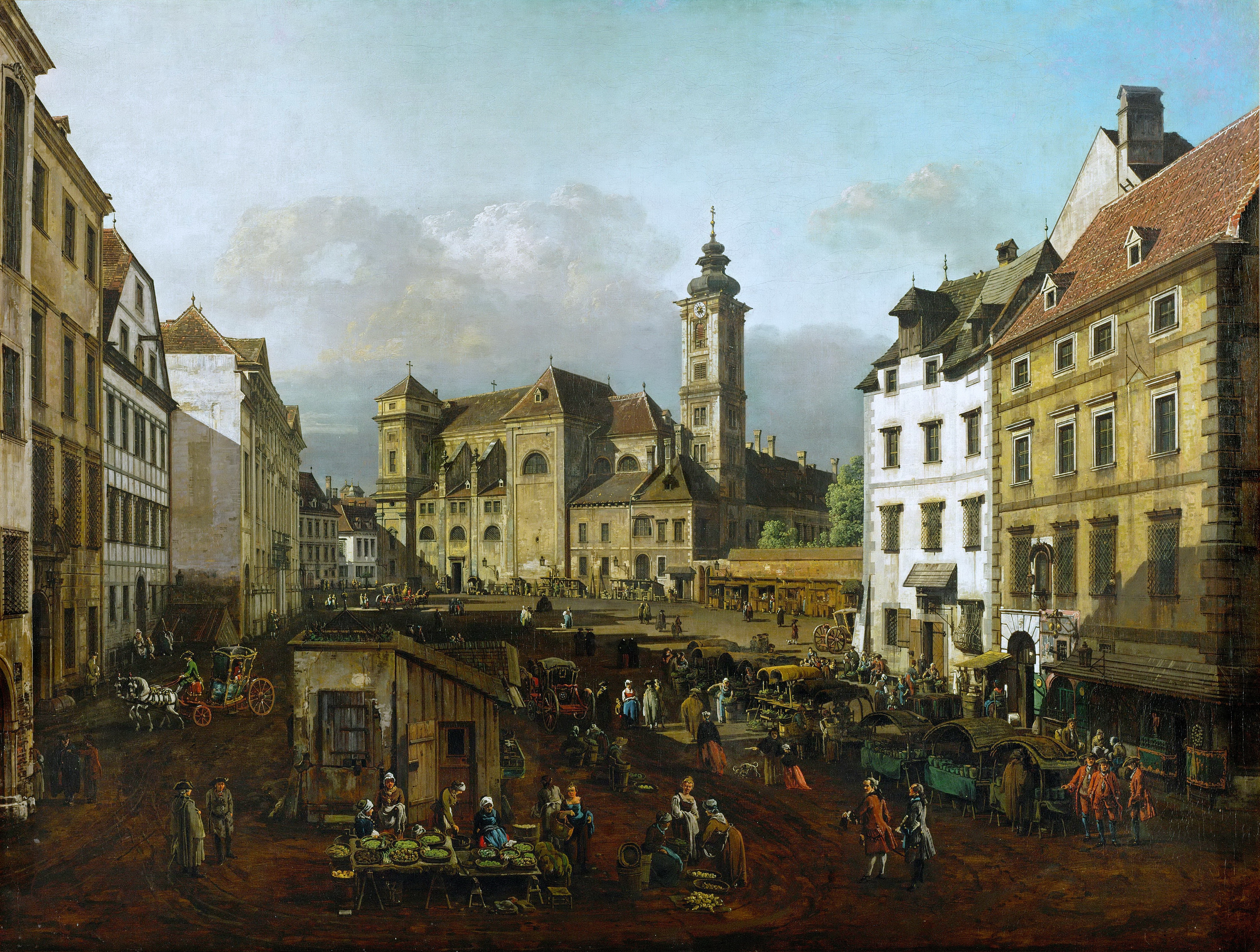
Вид на площадь. Картина работы Каналетто, 1758 год
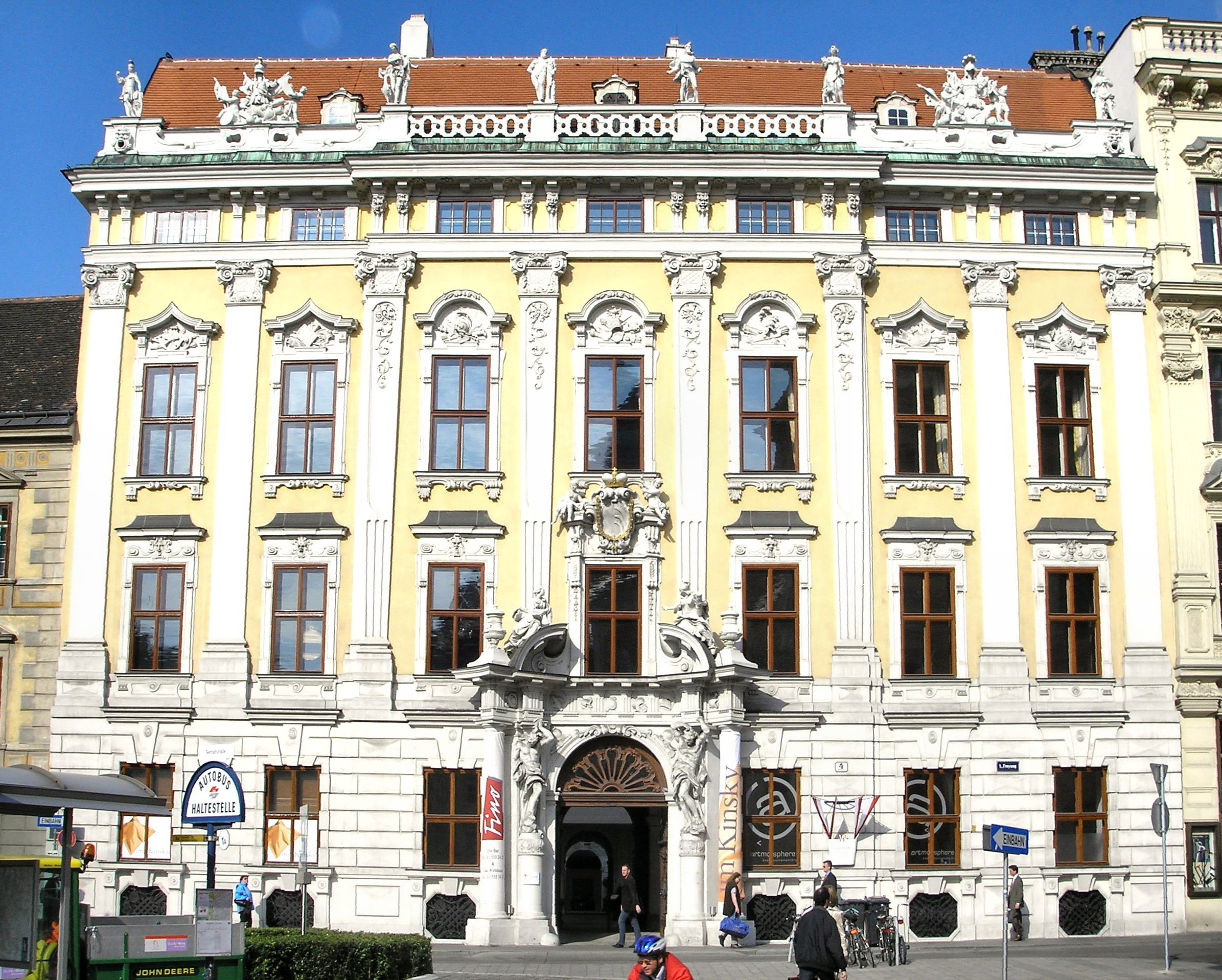
Дворец Кинских
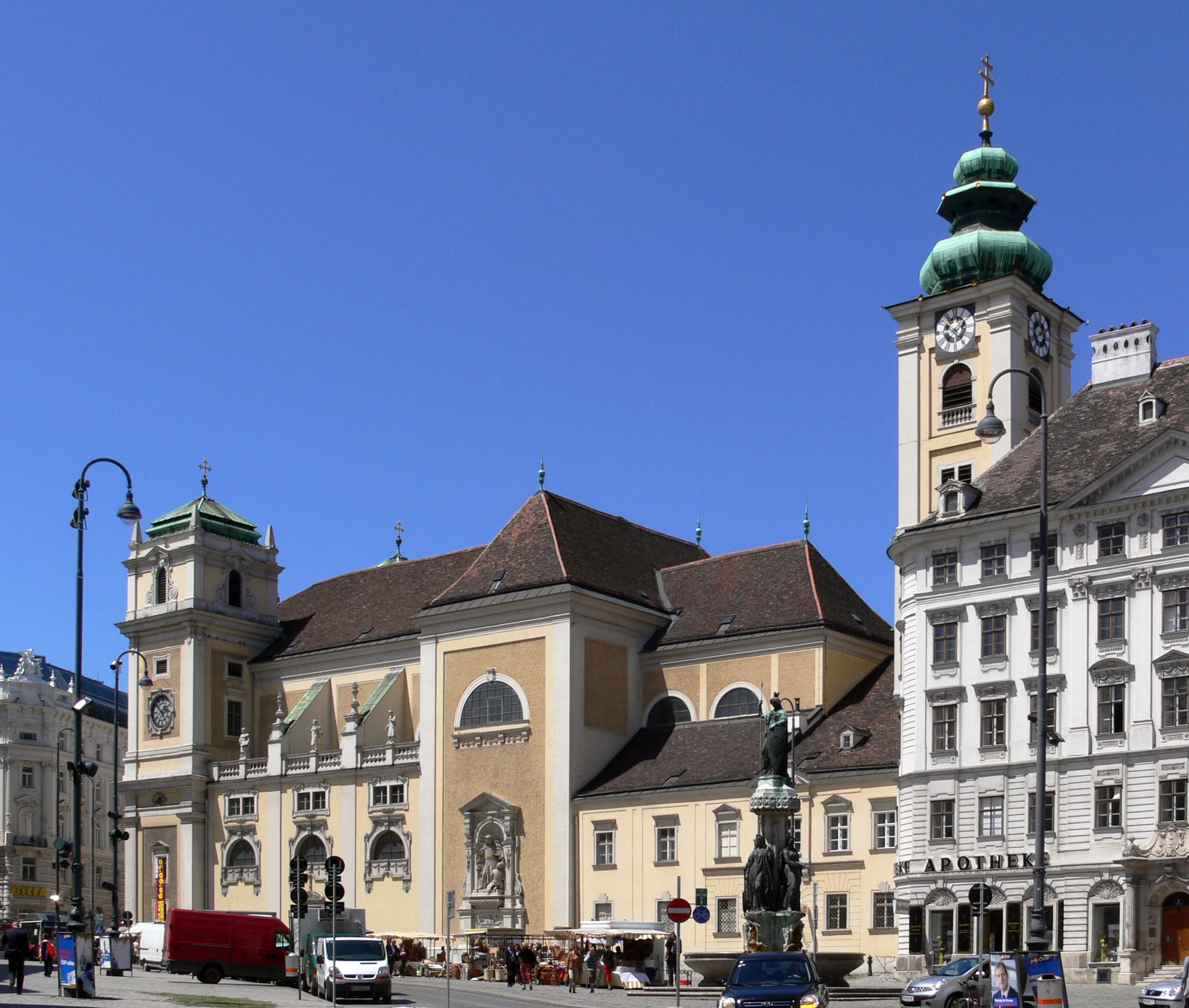
Шотландский монастырь
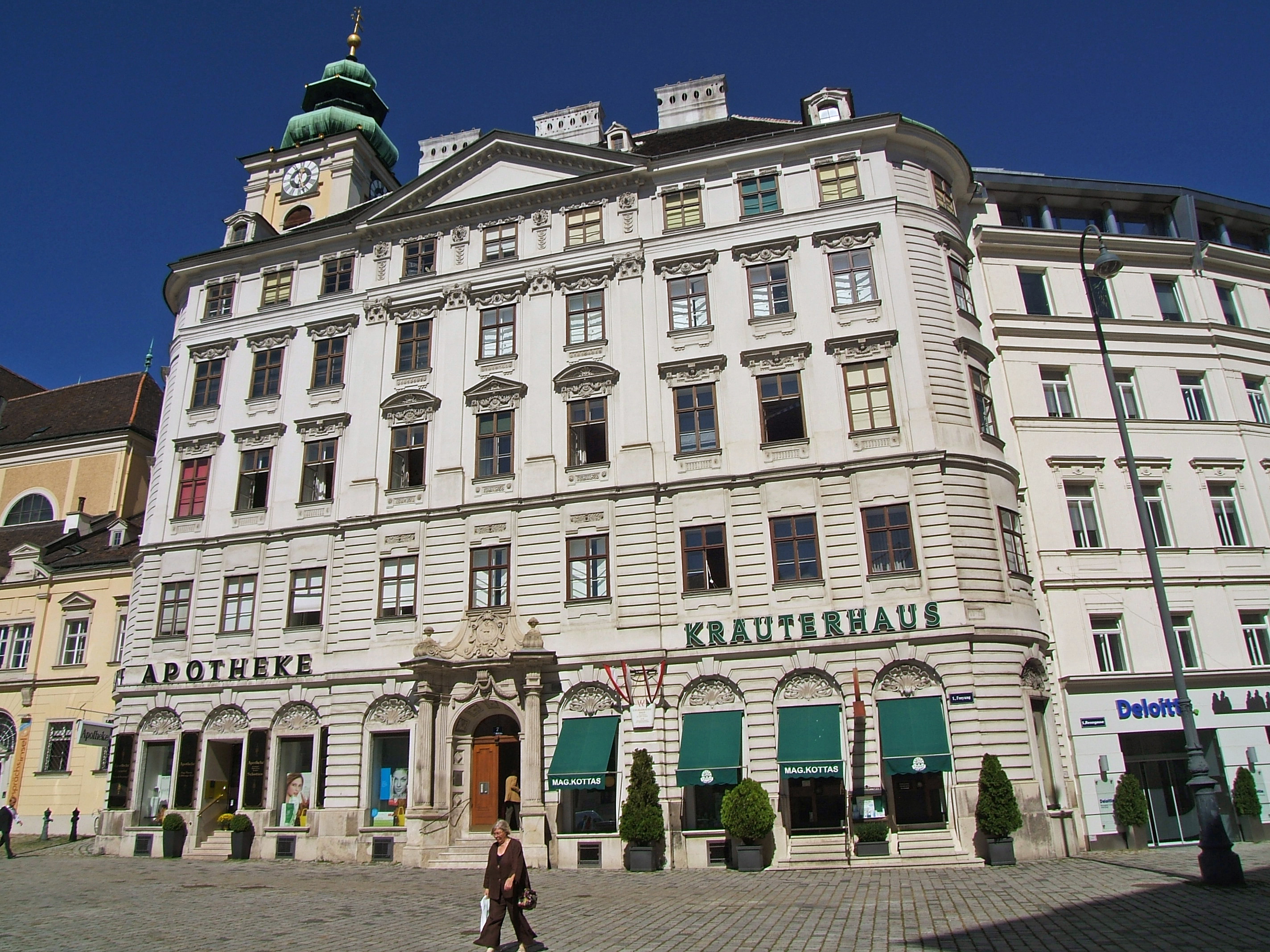
Аптека и магазин здоровой пищи
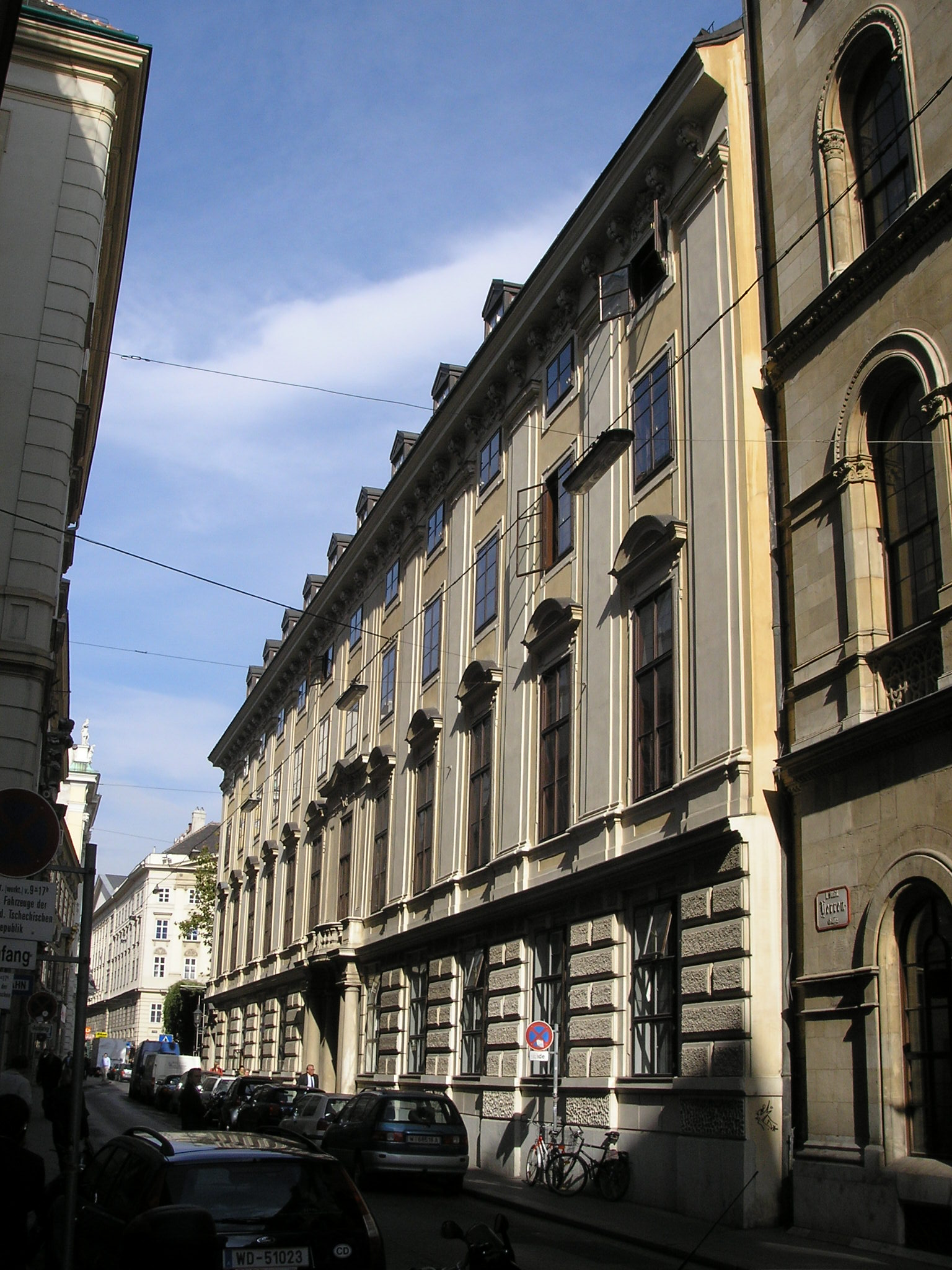
Дворец Гаррахов
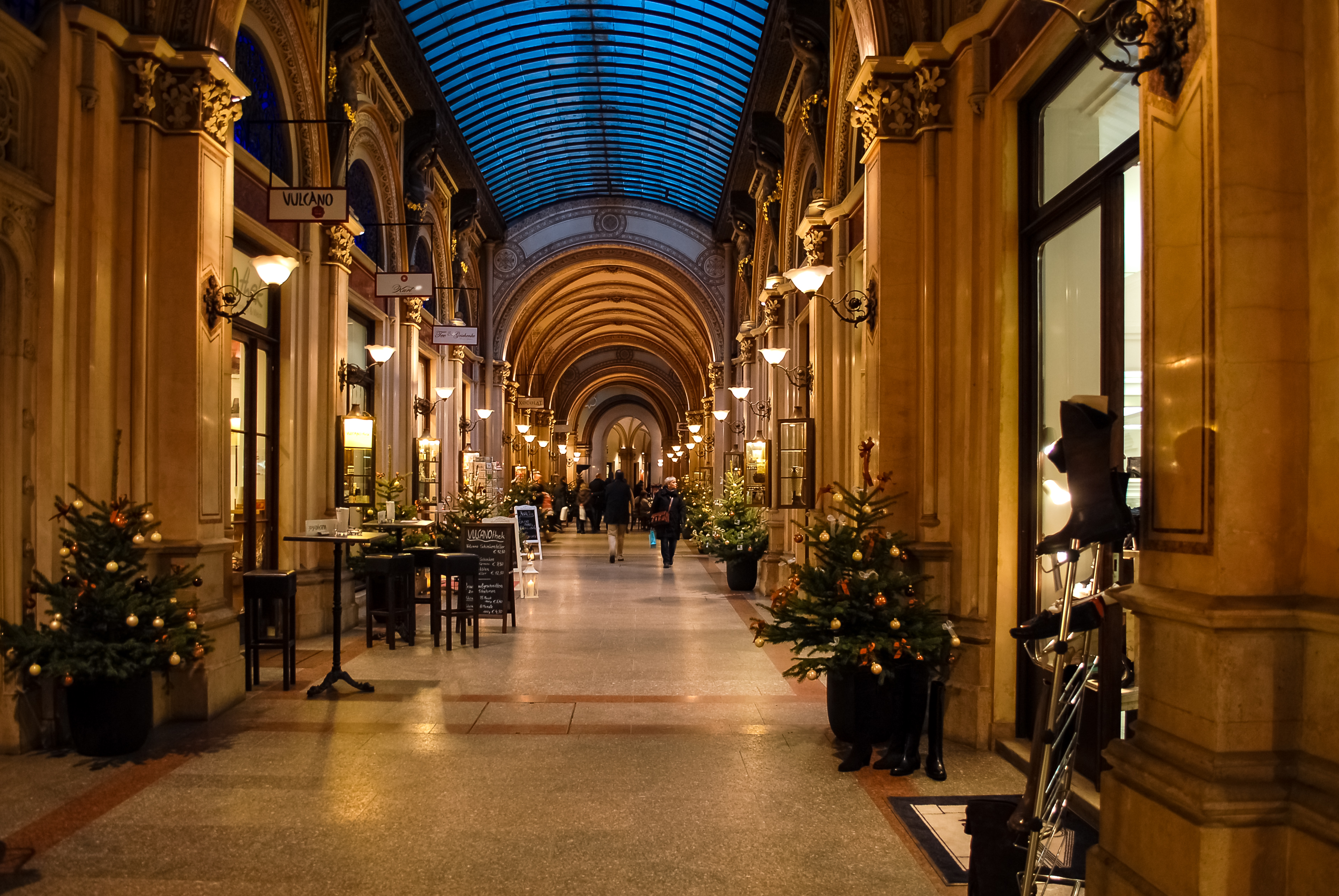
«Фрайунг-Пассаж» во дворце Ферстеля